# Lorena Blanco
Lorena Blanco (* 22. Juli 1977) ist eine peruanische Badmintonspielerin. 

## Karriere
Lorena Blanco nahm 2004 im Dameneinzel an den Olympischen Sommerspielen in Athen teil. Sie verlor dabei gleich in Runde eins und wurde somit 17. in der Endabrechnung. In ihrer Heimat Peru gewann sie bis 1999 zehn nationale Titel. Bei den Peru International war sie 1996 und 2001 erfolgreich, bei den Puerto Rico International ebenfalls 2001.

## Sportliche Erfolge
| Saison | Veranstaltung             | Disziplin   | Platz | Name                                   |
| ------ | ------------------------- | ----------- | ----- | -------------------------------------- |
| 1994   | Peru: Meisterschaft       | Dameneinzel | 1     | Lorena Blanco                          |
| 1994   | Peru: Meisterschaft       | Mixed       | 1     | José Antonio Iturriaga / Lorena Blanco |
| 1995   | Peru: Meisterschaft       | Mixed       | 1     | José Antonio Iturriaga / Lorena Blanco |
| 1996   | Peru International        | Damendoppel | 1     | Lorena Blanco / Adrienn Kocsis         |
| 1996   | Peru: Meisterschaft       | Damendoppel | 1     | Ximena Bellido / Lorena Blanco         |
| 1996   | Peru: Meisterschaft       | Dameneinzel | 1     | Lorena Blanco                          |
| 1996   | Südamerikameisterschaft   | Dameneinzel | 1     | Lorena Blanco                          |
| 1996   | Südamerikameisterschaft   | Damendoppel | 1     | Ximena Bellido / Lorena Blanco         |
| 1996   | Südamerikameisterschaft   | Mixed       | 1     | Gustavo Salazar / Lorena Blanco        |
| 1997   | Peru: Meisterschaft       | Damendoppel | 1     | Ximena Bellido / Lorena Blanco         |
| 1997   | Peru: Meisterschaft       | Dameneinzel | 1     | Lorena Blanco                          |
| 1998   | Peru: Meisterschaft       | Damendoppel | 1     | Ximena Bellido / Lorena Blanco         |
| 1998   | Peru: Meisterschaft       | Dameneinzel | 1     | Lorena Blanco                          |
| 1999   | Miami PanAm International | Dameneinzel | 1     | Lorena Blanco                          |
| 1999   | Peru: Meisterschaft       | Damendoppel | 1     | Ximena Bellido / Lorena Blanco         |
| 2000   | Peru: Meisterschaft       | Damendoppel | 1     | Ximena Bellido / Lorena Blanco         |
| 2001   | Puerto Rico International | Mixed       | 1     | Tjitte Weistra / Lorena Blanco         |
| 2001   | Peru International        | Dameneinzel | 1     | Lorena Blanco                          |
| 2004   | Olympia                   | Dameneinzel | 17    | Lorena Blanco                          |